# امرسون کاروالیو دا سیلوا
امرسون کاروالیو دا سیلوا (پرتغالی: Émerson Carvalho da Silva؛ زادهٔ ۵ ژانویهٔ ۱۹۷۵)  فوتبال اهل برزیل است.
از باشگاه‌هایی که در آن بازی کرده‌است می‌توان به باشگاه فوتبال سائو پائولو و باشگاه فوتبال شیمیزو اس-پالس اشاره کرد.